# Château d'Ozonville
Le château d'Ozonville est un château conservé situé sur la commune d'Athis-Mons, dans l'Essonne (91), 1 rue Paul Vaillant-Couturier.

## Histoire
Le fief d’Oyzonville date du Moyen Âge. Le fief d'Ozonville ou des Carneaux constituait un des fiefs les plus importants relevant de la seigneurie d'Athis.

### Aux XVIIe et XVIIIe siècles

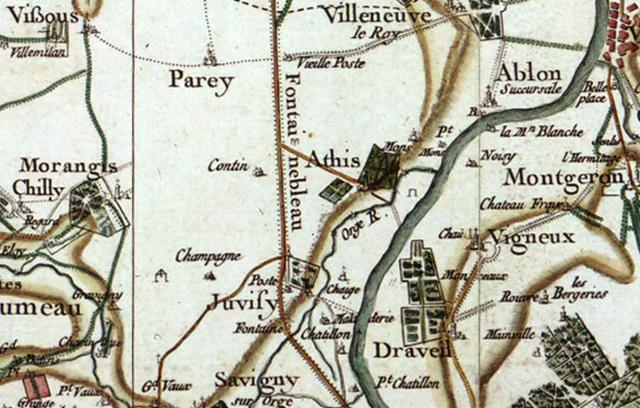
Carte de la région d’Athis Mons au XVIIe siècle par Cassini.

Au XVIIe siècle, une résidence aristocratique est aménagée, agrémentée d’un grand jardin et d’un parc, possédant des terres agricoles sur le plateau et une ferme (à l’emplacement de la place Deudon).
Formé de la réunion de plusieurs propriétés dont l'une appartenait au 17e siècle à Valentin Conrart, premier secrétaire de l'Académie française qui y recevait fréquemment Mademoiselle de Sudéry et la société littéraire de son temps, le domaine fut acquis en 1718 par le maréchal duc de Roquelaure et, à sa mort, en 1738, fut vendu à la veuve du maréchal de Villars (qui réunit à la propriété la maison de campagne de Conrart). Après la mort de celle-ci, née Jeanne Angélique Roque de Varengeville, survenue à Paris en 1763, le domaine est vendu au duc de Rohan Chabot et son épouse, née Crussol d'Uzès. En 1781, ceux-ci le revendent à Adrienne Emilie de La Baume Le Blanc (1740-1812), veuve de Louis Gaucher, duc de Châtillon (1737-1762), qui le revend en 1790 au marquis de Gourgues, seigneur d'Athis.
En 1736, d'après les plans dressés par l'architecte parisien Jean-Baptiste Leroux pour le maréchal de Roquelaure, le château se composait d'un corps de logis long de neuf travées, sur deux niveaux surmontés d'un comble en ardoise. Côté parc, la travée centrale formait un avant-corps légèrement saillant, marqué par des refends et surmonté d'un fronton semi-circulaire. Ce corps de logis était prolongé à chacune de ses extrémités par une aile plus basse longue de trois travées. Côté cour, l'avant corps central était surmonté d'un fronton triangulaire ; la travée de chacune des extrémités de la façade était en avancée,.

### Au XIXe siècle
En 1813, il appartient au baron de Crussol, qui y meurt en 1818, et à son épouse, Bonne Marie Gabrielle Joséphine Bernard de Boulainvilliers, arrière-petite-fille de Samuel Bernard, morte en 1829. Tous deux sont inhumés à Athis-Mons. La baronne de Crussol donne le domaine à sa petite-nièce, Félicité de Faudoas (1807-1877), épouse de Pons Philippe de Villeneuve, qui le loue à la fin de la Restauration au marquis d'Autichamp. Ce dernier y héberge le prince de Polignac au moment de la Révolution de juillet 1830. En 1834,  Madame de Villeneuve vend le domaine à M. Lafosse ; en 1839, il est revendu à M. Laillet, en 1850 à M. Valleran, en 1857 à M. Dautier. M. Cottini le possède en 1864.
En 1883, M. Mottet-Bey, ancien colonel au service du Pacha d'Egypte, vendit Ozonville à la société immobilière d'Athis-Mons créée par les anciens élèves des Frères des écoles chrétiennes (fondé par Jean-Baptiste de la Salle) pour se porter acquéreurs du domaine ; les frères, menacés d'expulsion hors de leur maison de Paris par les lois anti-congréganistes, cherchaient à proximité de Paris une propriété pouvant servir à la fois de maison-mère et de centre de retraite pour les frères et leurs élèves. 

### Au XXe siècle
Durant la première guerre mondiale, le château et les bâtiments qui l'entourent servent d'hôpital.
Dans les années 1980, une partie du parc est cédée à la ville, l’autre partie est aménagée en cité d’Ozonville, composée de grands immeubles.
Le château d'Ozonville est actuellement une maison de retraite (EHPAD) des frères des écoles chrétiennes,.

## Description

### Le château et les bâtiments
Le château du 17e siècle comprend un corps central flanqué de deux pavillons carrés sur la cour d'honneur. La charpente de l'aile sud-ouest a été datée par dendrochronologie des années 1623-1643 (un autre échantillon semble donner la date de 1475). Le plan dressé en 1736 pour le duc de Roquelaure fait apparaître diverses adjonctions : une aile en retour sur la cour (visible sur le cadastre napoléonien), des communs à l'entrée de l'allée d'honneur, une orangerie, des pavillons dans le parc. Le pavillon qui accompagne la façade du château sur le parc a sans doute été ajouté à la fin du 18e siècle,.
L'intérieur du château conserve notamment une majestueuse cage d'escalier avec sa rampe en fer forgé,,.
La conversion du site à l'usage des Frères des écoles chrétiennes, à partir de 1883, amène la construction de nombreux édifices adventices qui s'ajoutent au château autour de lui : l'architecte Conchon est chargé d'agrandir les bâtiments, qui prennent alors le nom de Notre-Dame-des-Retraites : deux galeries vitrées superposées sont installées devant le corps principal du château et deux ailes symétriques sont construites de part et d'autre de la cour d'entrée, celle de droite rapidement agrandie par l'adjonction de 6 travées et d'un étage supplémentaire. En 1885, une chapelle est édifiée par le même architecte,. En même temps que la chapelle, une école primaire est construite à l'entrée de la propriété ; elle est démolie peu après sa fermeture en 1974.
En 1894 un grand édifice appelé Second noviciat est édifié dans le parc pour servir aux chapitres généraux et aux retraites des jeunes frères issus de toutes les maisons de la congrégation ; le promenoir qui lui est accolé est remplacé en 1977 par une aile plus basse à deux niveaux. Les bâtiments de la ferme du 17e siècle donnant sur la route de Longjumeau (avenue Marcel-Sembat) ont été amputés en 1933-1934 à leur angle nord pour améliorer le carrefour de la place Henri-Deudon, et presque entièrement détruits en 1975 lorsque plus de la moitié de la propriété a été vendue à une société immobilière pour favoriser la modernisation du centre-ville ; la résidence du Parc d'Ozonville occupe désormais cette partie de l'ancien parc.
Le pavillon de musique, transformé en chapelle funéraire en 1884 pour recevoir les corps des derniers supérieurs de la congrégation, a été démoli vers 1980 lors de l'élargissement de la rue Jean-Baptiste-de-la-Salle.

### Les jardins aux XVIIe et XVIIIe siècles

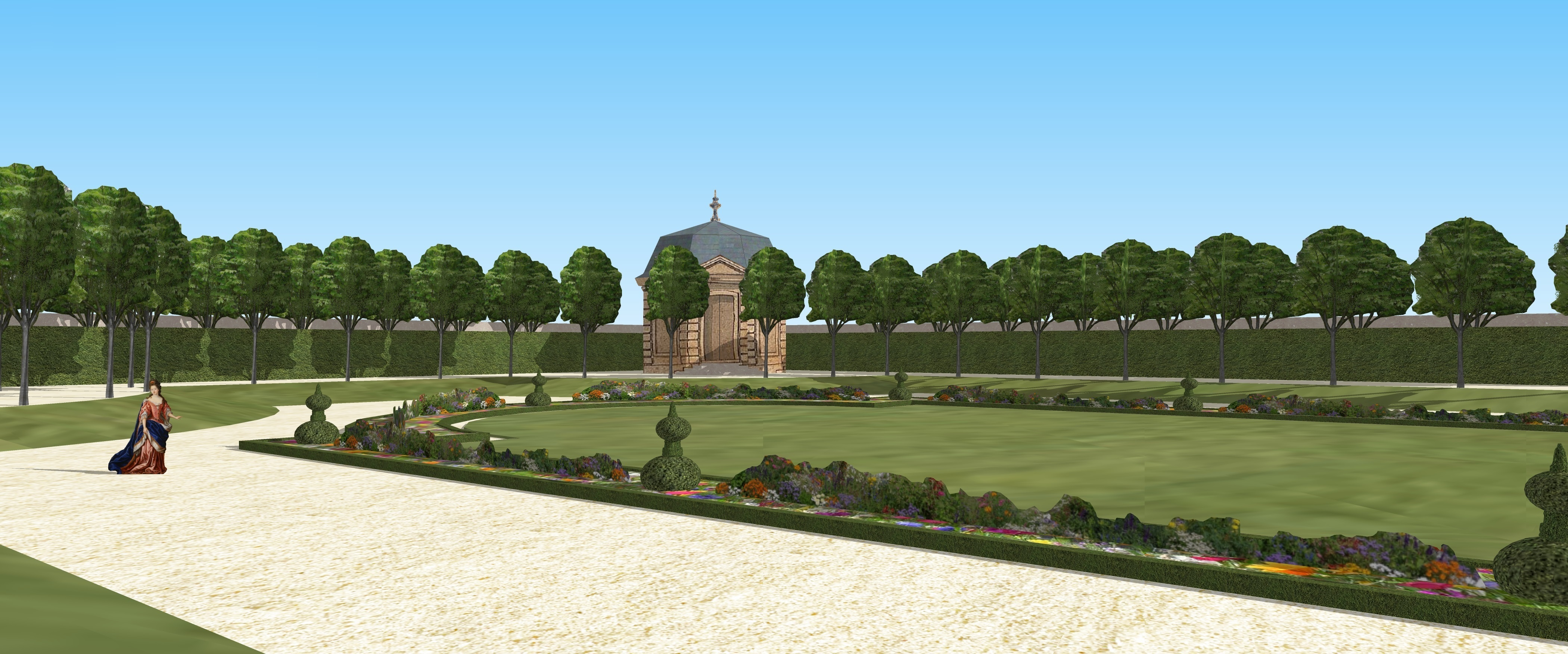
Restitution du pavillon de Flore du château d'Ozonville, à Athis Mons (91), 1736.

On trouvait aussi à Ozonville des jardins réguliers remarquables, appartenant au duc et à la duchesse de Roquelaure.
Un plan des jardins datant de 1736 en décrit tous les aménagements dans le moindre détail.
On trouvait un grand parterre face au château. Sur la droite une terrasse haute, donnait accès à un sous-bois embelli de nombreux bosquets. Un parterre de Flore, orné d'un pavillon de Flore dans un angle, prenait place dans le fond du jardin. Du côté de l'entrée, vers le village, se trouvait le jardin potager et le petit bâtiment de l'Orangerie avec son petit parterre.
Le parc du château existe toujours, la végétation étant désormais libre.

## Pour approfondir